# Invermoriston

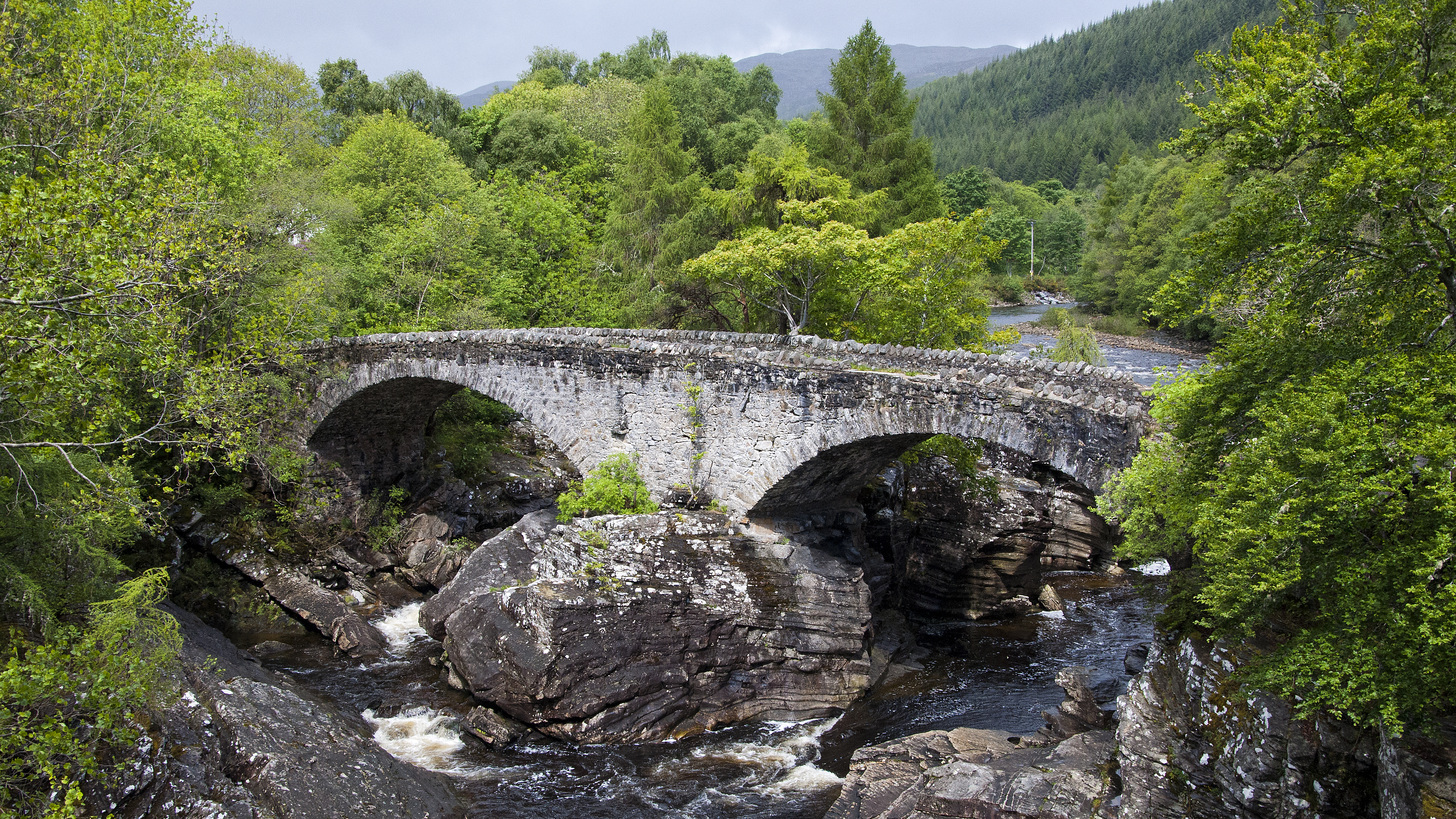
Brug over de rivier Moriston, gebouwd door Thomas Telford in 1813

Invermoriston (Schots-Gaelisch: Inbhir Mhoireastain) is een dorp ongeveer elf kilometer ten noorden van Fort Augustus in de Schotse lieutenancy Inverness in het raadsgebied Highland.
De rivier Moriston stroomt door deze plaats en vormt vlak voor de oude, niet meer gebruikte brug de River Moriston falls. De nieuwe brug werd in 1933 gebouwd. Even verder stroomt de rivier in Loch Ness.